# Juan Carlos Anzorena
Juan Carlos Anzorena "Pepe" (29 de enero de 1951, Lomas de Zamora, provincia de Buenos Aires; secuestrado desaparecido el 12 de agosto de 1979, en Avellaneda) fue un militante de las Fuerzas Armadas Peronistas y del Peronismo de Base, víctima de la última dictadura cívico militar de Argentina

## Breve reseña
Formó parte de varios grupos que realizaban trabajo de promoción social orientado a familias de bajos recursos en barrios obreros del conurbano bonaerense o pequeños agricultores en Chaco y Corrientes. Durante el año 1975 ingresó como operario en la fábrica Nestlé, y hacia 1976 se sumó del grupo denominado “Obreros Peronistas”.

## Secuestro y desaparición
Juan Carlos Anzorena fue secuestrado el 12 de agosto de 1979 en un establecimiento público del partido de Avellaneda, a primeras horas de la tarde. Según testimonios, fue visto en la ESMA. Permanece desaparecido.

## Homenajes
- En abril de 2014 se colocaron nuevas Baldosas por la Memoria, en la vereda de la Facultad de Ciencias Sociales de la Universidad del Salvador, en Balvanera, en homenaje a exalumnos y docentes víctimas del terrorismo de Estado.[4]
- El 12 de agosto de 2016 se impuso el nombre de Juan Carlos Anzorena a la intersección de las calles Pavón y Galicia, en el barrio de Avellaneda, lugar en el que fue secuestrado, de acuerdo a una ordenanza de la Municipalidad de Avellaneda.[2][5]